# Wulingyuan
Wulingyuan (kineski: 武陵源, pinyin: Wǔlíng Yuán) u županiji Wulingyuan grada Dayonga (kineska središnja pokrajina Hunan), je krajolik koji se proteže cijelim slivom rijeke Suoxi, a kojim dominira 3.000 uskih krških stupaca i vrhova od pješčenjaka, većinom viši od 200 metara a neki i do 800. Između njih se nalaze klanci i tjesnaci potoka (njih 60), bazena i slapova, te oko 40 špilja i dva prirodna mosta: Xianrenqias („Most besmrtnika”) i Tianqiashengkong („Most preko neba”, na visini od 357 m je vjerojatno najviši prirodni most na svijetu). 
Od špilja, koje se protežu od obala rijeke Suoxiju do južne strane planine Tianzi (gorje Wuling), najznamenitija je „Špilja žutog zmaja” (Huanglong) koja je jedna od deset najvećih u Kini. Jedan od slivova rijeke Suoxi je pregrađen branom, čime je nastalo jezero Baojeng koje služi kao cisterna ali i zaštita od poplava lokalnom stanovništvu koje nije brojno. Naime, ovo područje je oduvijek bilo zabačeno i nedostupno. Postoji tek lokalna legenda kako je Zhangliang, lokalni vladar za dinastije Han (206. pr. Kr.-220.), živio povučeno u Wulingyuanu i sahranjen je ispod planine Qingyan (današnji Zhangjiajie).
Pored njegove zapanjujuće ljepote, ovo područje je dom za veliki broj ugroženih biljnih (3.000) i životinjskih vrsta od kojih je većina prispjela tijekom ledenog doba u razdoblju kvartara. Ispod 700 m su većinom listopadne šume, a iznad su mještovite zimzelene i listopadne, a od četinjača tu su kineske šljive i borovi. Iznad 950 m su četinjače, grmovi i trave, dok na nekim područjima ispod 1.000 m su guste borove šume. Od 600 vrsta drvenastih biljaka (tropskih, suptropskih i umjerenih) veli broj je jako cijenjen u medicini ili drvodjeljstvu. 
Veliki broj životinjskih vrsta Wulingyuana je ugrožen kao što su: Kineski veliki daždevnjak, azijski divlji pas, azijski mrki medvjed, oblačasti leopard, leopard i kineski močvarni jelen. Zbog toga je 26.400 ha Wulingyuana upisano na UNESCO-ov popis mjesta svjetske baštine u Aziji 2008. godine.
- Panorama Wulingyuana
- Stupac Wulingyuana
- Stupci u oblacima
- Huanglongdong
- Makaki Wulingyuana